# Paula Eijk
Paula van Eijk es una deportista neerlandesa que compitió en natación. Fue medalla de bronce en 4x100 metros estilos en el Campeonato Mundial de Natación de 1975.

## Palmarés internacional
| Campeonato Mundial de Natación | Campeonato Mundial de Natación | Campeonato Mundial de Natación | Campeonato Mundial de Natación |
| Año                            | Lugar                          | Medalla                        | Prueba                         |
| ------------------------------ | ------------------------------ | ------------------------------ | ------------------------------ |
| 1975                           | Cali (Colombia)                | Medalla de bronce              | 4 × 100 m estilos              |